# Đèn báo (lập trình)
Trong khoa học máy tính, đèn báo là một biến được bảo vệ hoặc một kiểu dữ liệu trừu tượng tạo ra sự trừu tượng hoá đơn giản nhưng hữu dụng để kiểm soát truy cập của nhiều tiến trình đến một tài nguyên chung trong môi trường lập trình song song.
Một cách nhìn về đèn báo là một bản ghi có bao nhiêu đơn vị của một tài nguyên có thể sử dụng, gắn với các tác vụ điều chỉnh bản ghi đó một cách an toàn (nghĩa là không tạo ra race condition) khi yêu cầu hoặc giải phóng các đơn vị và đợi đến khi một đơn vị rảnh rỗi nếu cần. Đèn báo là một công cụ hữu ích để chống race condition và khoá chết, tuy nhiên việc sử dụng nó không đảm bảo rằng chương trình không gặp phải các vấn đề trên. Đèn báo cho phép một số lượng tuỳ ý tài nguyên gọi là đèn báo đếm (counting semaphore) trong khi đèn báo bị giới hạn trong giá trị 0 và 1 được gọi là đèn báo nhị phân (binary semaphores).
Khái niệm đèn báo được phát minh bởi nhà nghiên cứu người Hà Lan Edsger Dijkstra.

## Ý nghĩa và cài đặt
Đèn báo đếm được trang bị hai thao tác, ký hiệu là V và P. Thao tác V tăng đèn báo S và thao tác P giảm nó. Ý nghĩa của chúng được giải thích bên dưới. Ngoặc vuông chỉ ra các thao tác nguyên tử, nghĩa là các thao tác không thể chia nhỏ dưới góc nhìn của các tiến trình khác.
```
function
 V(semaphore S):

Atomically increment S

[S ← S + 1]

function
 P(semaphore S):

repeat:

Between repetitions of the loop other processes may operate on the semaphore

[
if
 S > 0:

Atomically decrement S - note that S cannot become negative

S ← S - 1

break
]
```

Giá trị của đèn báo S là số đơn vị của tài nguyên còn rỗi. Thao tác P chờ đợi tích cực hoặc ngủ cho đến khi tài nguyên được bảo vệ trở nên rảnh rỗi, khi đó nó ngay lập tức yêu cầu. Thao tác V ngược lại: làm cho tài nguyên rảnh rỗi trở lại sau khi một tiến trình đã sử dụng xong.

## Ví dụ: Bài toán người sản xuất/người tiêu dùng
Cho emptyCount và fullCount là các đèn báo đém, và emptyCount được khởi tạo bằng N trong khi fullCount bằng 0, người sản xuất thực hiện lặp lại công việc sau:
```
produce:

P(emptyCount)
putItemIntoQueue(item)
V(fullCount)
```

Người sử dụng lặp đi lặp lại công việc sau:
```
consume:

P(fullCount)
item ← getItemFromQueue()
V(emptyCount)
```

Lưu ý rằng thứ tự các phép toán là quan trọng. Ví dụ, nếu người sản xuất đặt hàng vào hàng đợi sau khi tăng fullCount, người sử dụng có thể cố lấy hàng trước khi nó được ghi. Nếu người sản xuất đặt hàng vào trước khi giảm emptyCount, nó có thể vượt quá giới hạn của hàng đợi.